# Cipriano de Cartago
São Cipriano de Cartago (nascido Táscio Cecílio Cipriano; em latim: Thascius Caecilius Cyprianus) foi um bispo de Cartago do século III, e santo da Igreja Católica. Considerado um dos Padres latinos, morreu como mártir na perseguição de Valeriano em 258. A principal fonte sobre sua vida é a obra Vida de São Cipriano, escrita por seu discípulo Pôncio de Cartago.

## Vida e obras
Converteu-se ao cristianismo quando contava trinta e cinco anos de idade. No ano 249 foi escolhido para bispo de sua cidade e empenhou-se na organização da Igreja em África. Revelou-se extraordinário mestre de moral cristã. Deixou diversos escritos, sobretudo cartas, que constituem preciosa coleção documental sobre fé e culto. Contribuiu para a criação do latim cristão.
Uma das grandes figuras do século III, Cipriano, de família rica de Cartago, capital romana no Norte de África. Quando pagão era um ótimo advogado e mestre de retórica, até que provocado pela constância e serenidade dos mártires cristãos.
Por causa de sua radical conversão muitos ficaram espantados já que era bem popular. Com pouco tempo foi ordenado sacerdote e depois sagrado bispo num período difícil da Igreja africana.
Duas perseguições contra os cristãos ocorreram: a de Décio e Valeriano, marcaram seu começo e seu fim e uma terrível peste andou pelo norte da África, semeando mortes. Problemas doutrinários, por outro lado, agitavam a Igreja daquela região.
Diante da perseguição do imperador Décio em 249, Cipriano escolheu esconder-se para continuar prestando serviços à Igreja. No ano 258, o santo bispo foi denunciado, preso e processado. Existem as atas do seu processo de martírio que relatam suas últimas palavras do saber da sua sentença à morte.
O primeiro relato de um milagre ligado a Eucaristia se encontra em um escrito de São Cipriano de Cartago.
Ele foi um dos biografados por São Jerônimo em De Viris Illustribus, (cap. 67), onde ele afirma que "Cipriano foi morto no mesmo dia em que Papa Cornélio foi morto em Roma, embora não no mesmo ano".